# 제2차 프랑스-마다가스카르 전쟁
제2차 마다가스카르 전쟁(프랑스어: L'Expédition de Madagascar, Campagne de Madagascar)는 1894년부터 1895년까지 프랑스가 마다가스카르(당시 메리나 왕국)를 침공한 사건이다. 이 전쟁의 결과는 마다가스카르는 프랑스의 식민지가 되었고 1960년에야 독립을 되찾았다.